# Europejski Komisarz ds. Administracji, Audytu i Zwalczania Nadużyć Finansowych
 Europejski Komisarz ds. Administracji, Audytu i Zwalczania Nadużyć Finansowych – członek Komisji Europejskiej. Obecnym komisarzem (od lutego 2010) jest Maroš Šefčovič.
|    | Komisarz                | Lata        | Komisja    |
| -- | ----------------------- | ----------- | ---------- |
| 1  | Lionello Levi Sandri    | 1967–1970   | Rey        |
| 2  | Albert Coppé            | 1972–1973   | Mansholt   |
| 3  | Albert Borschette       | 1973–1976   | Ortoli     |
| 4  | Raymond Vouel           | 1976–1977   | Ortoli     |
| 5  | Christopher Tugendhat   | 1977–1981   | Jenkins    |
| 6  | Michael O’Kennedy       | 1981–1982   | Thorn      |
| 7  | Richard Burke           | 1982–1985   | Thorn      |
| 8  | Henning Christophersen  | 1985–1989   | Delors I   |
| 9  | Antonio Cardoso e Cunha | 1989–1993   | Delors II  |
| 10 | Karel Van Miert         | 1993–1999   | Delors III |
| 11 | Erkki Liikanen          | 1995 – 1999 | Santer     |
| 12 | Neil Kinnock            | 1999–2004   | Prodi      |
| 13 | Siim Kallas             | 2004–2010   | Barroso I  |
| 14 | Maroš Šefčovič          | 2010–       | Barroso II |